# Antonio Isidro Palomo
Antonio Isidro Palomo (Santiago de Guatemala 15 de mayo de 1762-Nueva Guatemala de la Asunción 13 de septiembre de 1835) fue un abogado que se desempeñó como alcalde mayor interino de Verapaz, asesor letrado de la Intendencia de San Salvador, intendente interino de San Salvador (de forma intermitente entre 1800 a 1803, entre los períodos de los alcaldes ordinarios que de manera interina ejercían el puesto), y en varias ocasiones como alcalde ordinario de la ciudad de la Nueva Guatemala de la Asunción.

## Biografía
Antonio Isidro José Palomo de Rivera y Manrique de Lara y Guzmán nació en la ciudad de Santiago de Guatemala el 15 de mayo de 1762; siendo hijo de Fernando Ciriaco Palomo de Ribera Rodríguez, y Antonia María Dolores Manrique de Lara Barba de Figueroa y Álvarez de las Asturias; fue bautizado el 22 de mayo de ese año. Estudiaría la carrera de leyes, y se graduaría como abogado en 1789. El 29 de noviembre de 1781 contraería matrimonio con María Claudía Váldes y Lacunza, con quien engendraría cinco hijos.
De 1790 a 1793 se desempeñó como relator de la Real Audiencia de Guatemala. En 1794 ejercería interinamente el cargo de alcalde mayor de Verapaz, debido al fallecimiento del propietario coronel Jorge González Navas. Posteriormente sería nombrado asesor del ayuntamiento de la ciudad de la Nueva Guatemala de la Asunción; pero en 1797 delegaría ese cargo a su hermano José Ignacio Palomo.
En el año de 1800 el presidente-gobernador y capitán general de Guatemala José Domás y Valle lo designó como asesor letrado de la Intendencia de San Salvador, y como tal le correspondería hacerse cargo interinamente del puesto por el intendente (por ausencia del propietario Luis de Arguedas); pero debido a petición del ayuntamiento de la ciudad de San Salvador, le correspondería ocupar el puesto hasta que finalizase el período del alcalde ordinario en turno (y antes de que tomase posesión el siguiente); y así hasta que el presidente-gobernador y capitán general de Guatemala Antonio González Mollinedo y Saravia designó a Francisco Vallejo como intendente interino en febrero de 1804. En las fechas que no se desempeñó como intendente interino fungió otros cargos; siendo, en 1801, alcalde ordinario de segundo orden en la Nueva Guatemala de la Asunción; y en 1802, ejercería nuevamente de manera interina el puesto de alcalde mayor de Verapaz, debido al fallecimiento en La Habana de Pedro Antonio Álvarez.
En los años de 1805, 1806 y 1811 se desempeñó como regidor de la ciudad de la Nueva Guatemala; el 24 de mayo de 1811 fue designado para hacer el presupuesto para el establecimiento del alumbrado público. En 1812 fue alcalde de primer voto de la dicha ciudad. Posteriormente sería abogado de la Real Audiencia de Guatemala; y del 22 de agosto de 1814 hasta el 24 de abril de 1815 se desempeñó como canciller de dicha audiencia, siendo cesado de ese puesto en la última fecha dicha debido a haber firmado las instrucciones que el ayuntamiento de la capital otorgó al diputado a Cortes; por lo que en 1818 solicitaba que le cancelaran los sueldos que le correspondía.
En 1820 volvería a desempeñarse como alcalde ordinario de primer voto de ciudad de Guatemala; y el 28 de marzo de 1822 sería nombrado juez de letras de Antigua Guatemala. El 11 de enero de 1831 es designado como presidente de la Academia de Derecho Teórico Práctico; y asimismo, solicitó al gobierno una dotación de obras de juriaprudencia. Más adelante, el 24 de julio de 1832 sería nombrado como abogado de pobres. Para entonces era también el abogado más antiguo del Colegio de Abogados. Fallecería en la Antigua Guatemala el 13 de septiembre de 1835.